# Daewoo Nubira
La Daewoo Nubira è una autovettura prodotta dalla casa automobilistica sud coreana Daewoo Motors e commercializzata in tutto il mondo con numerosi marchi. In seguito all'acquisizione da parte di General Motors della Daewoo la Nubira è stata venduta in Europa dal gennaio 2005 al 2009 con il marchio Chevrolet. 
Prodotta in due distinte generazioni, è stata sostituita dalla Chevrolet Cruze.

## Prima generazione (1997-2002)
Lo sviluppo della prima generazione di Nubira venne avviato nel 1994 con il codice progettuale J100: la casa coreana aveva avviato una profonda ristrutturazione che prevedeva il lancio di una nuova gamma di prodotti più moderni e attraenti da vendere in tutto il mondo e la Nubira doveva andare ad inserirsi nel segmento delle berline compatte dominato dai costruttori europei e giapponesi e allo stesso tempo sostituire l'ormai anziana Daewoo Nexia che derivata dal vecchio pianale dell'Opel Kadett. A guidare il progetto J100 vi era Ulrich Bez che coordinava i centri di ricerca e sviluppo della Daewoo sia europei che coreani, mentre la direzione stilistica venne affidata alla I.De.A Institute. Venne sviluppata una nuova piattaforma di base a trazione anteriore insieme alla Ricardo e alla Holden (la divisione australiana della General Motors) mentre per la gamma di motori vennero adottati i propulsori GM che la Daewoo già fabbricava nei propri stabilimenti sud coreani e che equipaggiavano il resto della gamma. Complessivamente lo sviluppo ebbe una durata di 30 mesi.

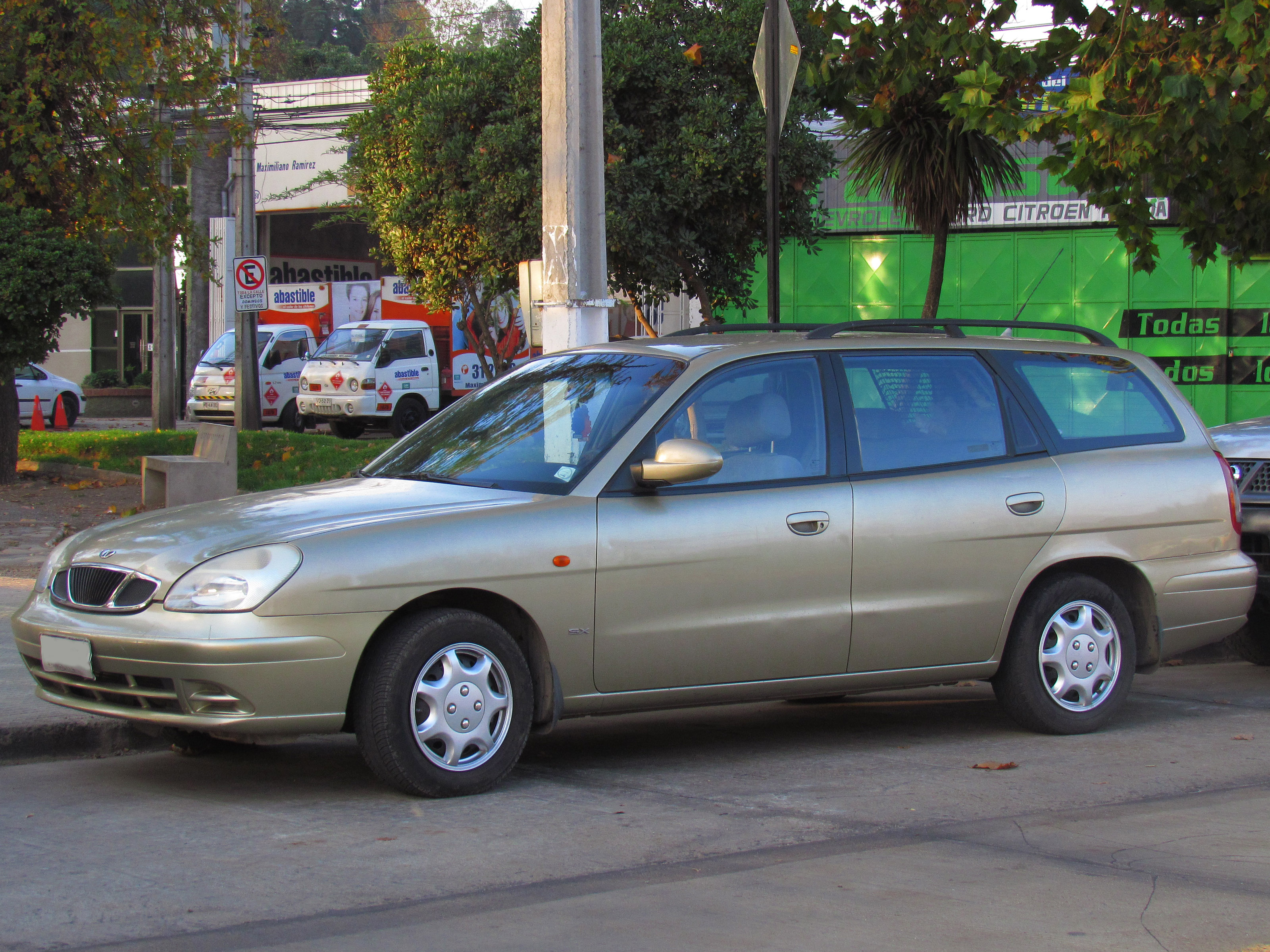
Nubira restyling (J150) in versione wagon

La vettura debutta ufficialmente il 18 febbraio 1997 al salone dell'automobile di Seul nella versione con carrozzeria berlina tre volumi e immediatamente parte la produzione nel nuovo stabilimento di Gunsan, completamente robotizzato e realizzato appositamente per tale modello. Successivamente, nel maggio dello stesso anno, la casa presenta la Nubira nella gamma completa composta dalle varianti berlina cinque porte, berlina sedan quattro porte e station wagon in un evento organizzato nella città di Barcellona annunciandone l'esportazione nei mercati europei. In Corea del Sud venne offerta al lancio con il motore 1.5 quattro cilindri (E-TEC A15DMS) di origine Opel con distribuzione 16 valvole erogante 110 cavalli accoppiato ad un cambio manuale D20 a 5 rapporti sviluppata da Daewoo e ad un cambio automatico ZF 4HP16 a 4 rapporti. Accanto al 1.5 era disponibile il motore top di gamma 1.8 quattro cilindri (D-TEC C18SED) 16 valvole erogante 136 cavalli con le stesse trasmissioni manuali ed automatiche del 1.5. 
In Europa la vettura venne proposta dal giugno del 1997 nelle tre varianti di carrozzeria con il motore 1.6 quattro cilindri E-TEC sedici valvole (A16DMS) erogante 106 cavalli e 145 Nm di coppia a 3400 giri/min abbinato al cambio manuale D20 a 5 rapporti e con il 2.0 quattro cilindri D-TEC (U20SED) erogante 133 cavalli e 184 Nm a 4400 giri/min con cambio manuale 5 rapporti o automatico a 4 rapporti ZF. In Italia era possibile installare un impianto a GPL oppure a Metano della BRC Gas Equipment (queste versioni erano denominate Nubira Dual Power Flying Injection).
Accolta tiepidamente sul mercato italiano ed europeo, la vettura è stata oggetto di critiche per via degli interni ritenuti di bassa qualità, mentre ne è stata apprezzata la versatilità dell'abitacolo, in particolare del bagagliaio della versione wagon (la Nubira che ha trovato più apprezzamento in termini di vendite in Europa). La casa quindi corse ai ripari e nel marzo del 1999 venne esibita al salone di Seoul la versione restyling (codice J150) che sarà venduta in Europa dalla fine dello stesso anno come Model Year 2000; la serie J150 ricevette oltre 90 miglioramenti progettati dal Daewoo Worthing Technical Center nel Regno Unito, tra cui un design rivisto opera di Laurent Boulay e Ginger Ostle con un nuovo frontale caratterizzato da nuovi fanali ovali e nuova mascherina, al posteriori debuttano nuovi paraurti e inediti fanali, viene migliorata l'insonorizzazione e ridotte le vibrazioni meccaniche, viene rivisto l'assetto e migliorate sospensioni e ammortizzatori con nuove boccole. Internamente debuttano nuovi sedili e rivestimenti per la plancia e le portiere e vengono migliorati gli assemblaggi. 
Nel 2000 la Nubira J150 venne importata anche negli Stati Uniti nelle versioni sedan quattro porte e station wagon con il solo motore 2.0 16V E-TEC erogante 131 cavalli e 184 N⋅m di coppia massima, abbinato alla trasmissione automatica GM 4T40E a quattro rapporti. Nel mercato statunitense però non ebbe successo e venne ritirata dal mercato dopo soli due anni.
Nel 2001 è stato presentato l'ultimo aggiornamento del modello (Nubira J190) in cui sono state apportate solo leggere modifiche: viene cambiata la colorazione degli indicatori di direzioni (da arancio diventano bianchi), internamente debutta una nuova autoradio, nuova strumentazione e nuovi copricerchi. La produzione termina nel novembre del 2002.

## Seconda generazione (2003-2009)
La seconda serie debutta in anteprima al salone dell’auto di Seoul nel novembre del 2002 nella versione con carrozzeria a due volumi, denominata Daewoo Lacetti. Il modello globale debutta invece al Salone dell'automobile di Ginevra nel 2003 (codice Nubira J200) in versione berlina quattro porte ed è stata disegnata Lorenzo Ramaciotti a capo del centro stile Pininfarina.

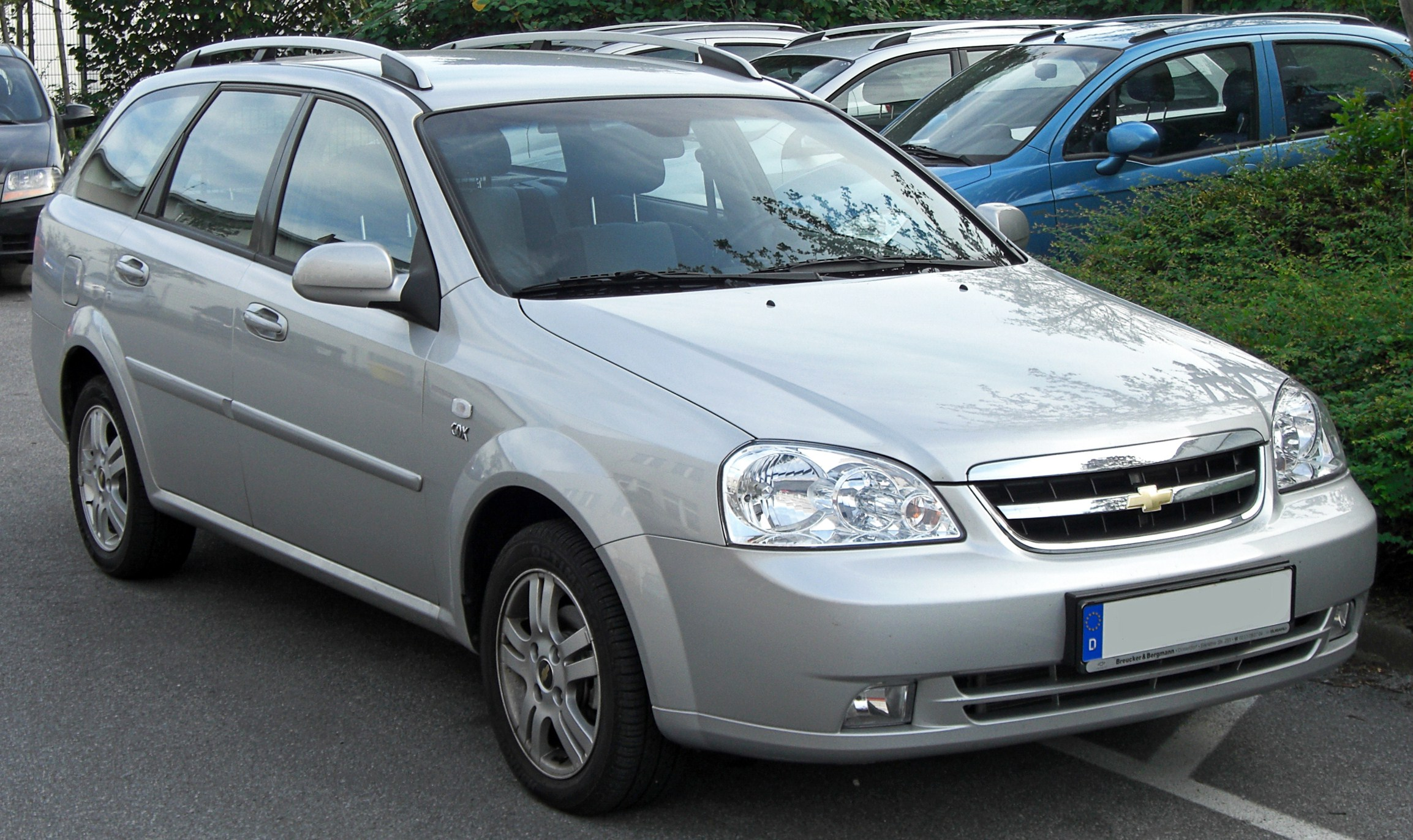
Chevrolet Nubira SW J200 (2007)

La versione station wagon è stata esposta al Salone dell'automobile di Parigi nell’autunno del 2004. Le principali modifiche (oltre la carrozzeria due volumi) sono concentrate nel frontale con il gruppo fari-mascherina totalmente differente dalla berlina. Il design è stato sviluppato per andare incontro alle esigenze del pubblico europeo. Gli interni differenti dalla J200 berlina sono condivisi con la Daewoo Lacetti per ridurre i costi di produzione, infatti la versione wagon, sul mercato europeo, possiede un listino inferiore rispetto alla berlina. Il telaio di base è una evoluzione della precedente piattaforma a trazione anteriore della Nubira J100 e numerosi organi meccanici derivano dalla terza serie dell'Opel Astra; la struttura utilizza un avantreno con sospensioni a ruote indipendenti di tipo MacPherson mentre al retrotreno viene adottata una struttura a ruote indipendenti con doppio braccio oscillante. 
In Italia la versione wagon sarà la più apprezzata, mentre la Nubira berlina sarà ritirata dal mercato nel 2006 a causa delle richiesta inferiori alle attese. Su alcuni mercati era proposta una versione berlina 4 porte derivata dalla station wagon.

### Il passaggio al marchio Chevrolet
Nel gennaio 2005 la General Motors ritirò il marchio Daewoo dall'Europa, sostituendolo con quello Chevrolet. Di conseguenza tutte le vetture vendute fino a quel periodo dotate del logo coreano vennero ristilizzate per essere equipaggiate con la croce americana (simbolo della Chevrolet). La Nubira J200 per l'occasione rinnovò la mascherina frontale.

### Motorizzazioni
In Europa la seconda serie di Nubira venne equipaggiata con due propulsori benzina da 1.6 e 1.8
litri capaci di 106 e 122 cavalli mentre dal 2007 grazie ad un accordo effettuato con l'italiana VM Motori alla gamma si aggiunse anche un turbodiesel 2 litri common-rail da 121 cavalli siglato TCDI. Nei mercati asiatici e americani la vettura adottava anche un 2 litri benzina (137 cavalli la versione berlina, 133 la station wagon) e un piccolo 1.4 benzina da 93 cavalli. In Italia la Nubira poteva essere equipaggiata anche con un impianto GPL montato dalla BRC (Nubira Eco Logic).

### La Nubira nei mercati esteri
La Nubira è stata commercializzata in tutto il mondo da numerosi brand del gruppo GM; in particolare in Asia la vettura non ha assunto il logo Chevrolet ma è stata venduta per tutto il suo ciclo vitale con il marchio Daewoo. In America la vettura è stata venduta dalla Suzuki come Forenza (Stati Uniti d'America) e in Canada, Colombia, Giappone e sudest asiatico come Chevrolet Optra dal 2004 al 2013. In Cina continua ad essere conosciuta come Buick Excelle mentre in Australia è stata venduta fino al 2008 come Holden Viva.
Uscita di produzione nel 2009 e sostituita dalla Chevrolet Cruze, la Nubira è stata assemblata presso gli stabilimenti di Bupyeong (Corea del Sud, da cui venivano importati gli esemplari destinati al mercato europeo), Bogotà (Colombia) e Rayong (Thailandia).

## L'auto nei media
Nel film comico del 1997 Tre uomini e una gamba, interpretato da Aldo, Giovanni e Giacomo e da loro diretto insieme a Massimo Venier, l'intera trama si sviluppa durante un viaggio da Milano a Gallipoli svolto a bordo di una Daewoo Nubira station wagon color verde scuro (guidata da Giovanni Storti) con scritto sulle fiancate "Il Paradiso della Brugola", nome del negozio di ferramenta in cui lavorano i tre personaggi protagonisti.